# Machtreeks
In de wiskunde is een machtreeks in een variabele een reeks van de vorm
{\displaystyle \sum _{n=0}^{\infty }a_{n}x^{n}=a_{0}+a_{1}x+a_{2}x^{2}+a_{3}x^{3}+\ldots }
Daarin heten de getallen {\displaystyle a_{n}} de coëfficiënten van de {\displaystyle n}-de macht van de variabele. De {\displaystyle a_{n}x^{n}} worden de termen van de machtreeks genoemd. Een machtreeks is een functie in de variabele {\displaystyle x}. Meer algemeen is een machtreeks gecentreerd rondom een getal {\displaystyle x_{0}} een reeks van de volgende vorm:
{\displaystyle \sum _{n=0}^{\infty }a_{n}(x-x_{0})^{n}=a_{0}+a_{1}(x-x_{0})+a_{2}(x-x_{0})^{2}+\ldots }
Een voorbeeld van een machtreeks is de maclaurin-reeks. Dat is een machtreeks gecentreerd om het getal 0.
Een machtreeks kan zowel over de reële getallen zijn gedefinieerd als een complexe functie zijn. De taylorreeks is een machtreeks die veel wordt gebruikt, ook in de reële analyse. In de complexe functietheorie wordt met complexe machtreeksen gerekend.

## Convergentie
Wanneer {\displaystyle z=z_{0}} in de machtreeks wordt gesubstitueerd blijft er alleen de coëfficiënt {\displaystyle a_{0}} over, maar het is voor andere waarden dan {\displaystyle z=z_{0}} niet van tevoren te zeggen dat de machtreeks naar een bepaalde waarde convergeert of niet. Een uitspraak over de convergentie waarbij de variabele {\displaystyle z} in het complexe vlak kan worden gekozen, geldt ook voor de reële waarden van {\displaystyle z}.
De machtreeks convergeert in {\displaystyle z} als {\displaystyle \sum _{n=0}^{\infty }a_{n}(z-z_{0})^{n}} convergeert.
De convergentiestraal {\displaystyle R} van de machtreeks is gedefinieerd als {\displaystyle R=\sup {\{r\in \mathbb {R} :\lim _{n\to \infty }|a_{n}|r^{n}=0\}}}. Hierbij mag {\displaystyle R} ook de waarde oneindig aannemen.
Voor de convergentiestraal {\displaystyle R} geldt {\displaystyle {\frac {1}{R}}=\limsup _{n\to \infty }{\big (}\ |a_{n}|^{1/n}\ {\big )}}.
Als {\displaystyle R} eindig is, definieert men de convergentiecirkel van de machtreeks als de cirkel met middelpunt {\displaystyle z_{0}} en straal {\displaystyle R}. Het blijkt dat de machtreeks convergeert voor elke {\displaystyle z} binnen de convergentiecirkel, en divergeert voor elke {\displaystyle z} erbuiten. Het convergentiegebied omvat dus de open cirkelschijf en ligt in de gesloten cirkelschijf. Voor {\displaystyle z} op de convergentiecirkel is het per geval verschillend. Als {\displaystyle R} oneindig is dan convergeert de machtreeks voor elke {\displaystyle z}.
De complexe waarden van {\displaystyle z-z_{0}} waar de machtreeks absoluut convergeert vormen:
1. de hele verzameling van de complexe getallen {\displaystyle \mathbb {C} } of
2. het singleton {0} of
3. een open cirkelschijf rondom 0.

De convergentiestraal van de machtreeks is de straal van de open cirkelschijf, dus oneindig in het eerste geval en nul in het tweede geval. In het eerste geval representeert de machtreeks een gehele functie. Er zijn voor reeksen in het algemeen verschillende tests bedacht, die voorwaarden geven, dat wanneer de termen erin daaraan voldoen, de reeks convergent is.   

## Reële machtreeksen
Een reële machtreeks heeft de vorm
{\displaystyle \sum _{n=0}^{\infty }a_{n}(x-x_{0})^{n}}
waarbij het punt {\displaystyle a} waarrond de machtreeks wordt ontwikkeld, de variabele {\displaystyle x} en de coëfficiënten {\displaystyle a_{n}} reëel zijn. In dat geval convergeert de reeks hetzij:
- Alleen in het punt {\displaystyle x_{0}}
- In een interval waarvan {\displaystyle x_{0}} het middelpunt is. In dat geval kunnen de grenzen van het interval al dan niet open of gesloten zijn.
- Voor alle waarden van {\displaystyle x}

In het tweede geval wordt het interval het convergentie-interval genoemd. De convergentie of divergentie in de grenspunten van dat interval kan dan worden nagegaan door de grenzen in de te vullen in de machtreeks waardoor een gewone reeks ontstaat. In het derde geval is het convergentie-interval de volledige reële as. Dit is bijvoorbeeld het geval bij de taylorreeksen van de sinusfunctie, cosinusfunctie of de exponentiële functie.
De afgeleide machtreeks ontstaat door de oorspronkelijke machtreeks te differentiëren naar de variabele {\displaystyle x}. De afgeleide reeks is dus
{\displaystyle \sum _{n=1}^{\infty }\ n\ a_{n}(x-x_{0})^{n-1}}
De afgeleide machtreeks convergeert altijd zeker in het open interval van de oorspronkelijke reeks. Indien de oorspronkelijke reeks convergeert in een grenspunt van haar convergentie-interval, kan het zijn dat dit niet meer het geval is voor de afgeleide reeks. In grenspunten waarin de oorspronkelijke reeks convergeert, moet de convergentie van de afgeleide reeks dus opnieuw worden nagegaan. Dit gebeurt door de desbetreffende grens in te vullen in de afgeleide machtreeks waardoor een gewone reeks ontstaat. Indien de oorspronkelijke machtreeks divergeert in een grenspunt van haar convergentie-interval bestaat de reeks daar in feite niet, dus kan ook de afgeleide reeks niet bestaan en niet convergeren.

## Taylorreeksen
Elke holomorfe functie {\displaystyle g(z)} kan voor elk punt {\displaystyle z_{0}} in het domein worden geschreven in de vorm van een machtreeks rond {\displaystyle z_{0}}. Deze machtreeks is de taylorreeks van {\displaystyle g}:
{\displaystyle g(z)=\sum _{n=0}^{\infty }{\frac {(z-z_{0})^{n}}{n!}}\ g^{(n)}(z_{0})}
Hierbij is {\displaystyle g^{(n)}} de {\displaystyle n}-de afgeleide van de functie {\displaystyle g}.
De convergentiestraal van een taylorreeks is de afstand van {\displaystyle z_{0}} tot het dichtstbijzijnde punt zodanig dat het domein niet zo kan worden uitgebreid dat het dit punt bevat terwijl de functie nog steeds holomorf is (analytische voortzetting), dus het dichtstbijzijnde punt waarbij een singulariteit van de functie {\displaystyle g} onvermijdelijk is, dus waar een pool of essentiële singulariteit is.

## Voorbeelden

### Reële machtreeks
{\displaystyle \sum _{n=0}^{\infty }{\frac {2^{n}}{n^{2}+3}}(x-5)^{n}}
Met het uitgebreide kenmerk van d'Alembert kan het convergentie-interval worden bepaald:
{\displaystyle \lim _{n\to \infty }\left|{\frac {u_{n+1}}{u_{n}}}\right|} = {\displaystyle \lim _{n\to \infty }\left|{\frac {2^{n+1}(x-5)^{n+1}}{n^{2}+2n+4}}{\frac {n^{2}+3}{2^{n}(x-5)^{n}}}\right|}
Na vereenvoudiging, en omdat de factoren in {\displaystyle (x-5)} onafhankelijk zijn van {\displaystyle n} en dus buiten de limiet kunnen geplaatst worden, wordt dit:
{\displaystyle \left|x-5\right|\lim _{n\to \infty }\left|{\frac {2(n^{2}+3)}{n^{2}+2n+4}}\right|} = {\displaystyle 2\left|x-5\right|}
Volgens het criterium van d'Alembert is een reeks convergent, indien deze limietwaarde strikt kleiner is dan 1, en divergent als de waarde strikt groter is dan 1. De reeks is dus convergent als:
{\displaystyle 2\left|x-5\right|<1}
dus als
{\displaystyle {\tfrac {9}{2}}<x<{\tfrac {11}{2}}}
en divergent als
{\displaystyle x<{\tfrac {9}{2}}\ } of {\displaystyle \ {\tfrac {11}{2}}<x}
De convergentie of divergentie in de grenspunten wordt nagegaan door deze grenzen in te vullen in de machtreeks:
in {\displaystyle x={\tfrac {9}{2}}\ } : {\displaystyle \ \sum _{n=0}^{\infty }{\frac {(-1)^{n}}{n^{2}+3}}}
in {\displaystyle x={\tfrac {11}{2}}\ } : {\displaystyle \ \sum _{n=0}^{\infty }{\frac {1}{n^{2}+3}}}
Beide reeksen zijn convergent, de eerste wegens het criterium van Leibniz, de tweede omdat de p-reeks {\displaystyle \sum _{0}{\frac {1}{n^{2}}}} een convergente majorante reeks is.
Het convergentie-interval van de machtreeks is dus
{\displaystyle \left[{\tfrac {9}{2}},{\tfrac {11}{2}}\right]}
De afgeleide machtreeks is
{\displaystyle \sum _{n=1}^{\infty }{\frac {n2^{n}}{n^{2}+3}}(x-5)^{n-1}}
Deze convergeert dus zeker in het open interval. De eventuele convergentie in de grenspunten dient opnieuw te worden nagegaan:
in {\displaystyle x={\tfrac {9}{2}}} : {\displaystyle \sum _{1}{\frac {2n(-1)^{n-1}}{n^{2}+3}}}
in {\displaystyle x={\tfrac {11}{2}}} : {\displaystyle \sum _{1}{\frac {2n}{n^{2}+3}}}
Van deze twee reeksen is de eerste convergent, opnieuw wegens het criterium van Leibniz. De tweede is divergent wat volgt uit de limietvergelijkingstest met de divergente reeks {\displaystyle \sum _{n=1}^{\infty }{\frac {1}{n}}} als vergelijkende reeks.
Het convergentie-interval van de afgeleide machtreeks is dus
{\displaystyle \left[{\tfrac {9}{2}},{\tfrac {11}{2}}\right)}

### Meetkundige reeks
Als alle coëfficiënten in een machtreeks gelijk zijn aan 1, krijgt men een meetkundige reeks
{\displaystyle 1+z+z^{2}+z^{3}+\ldots }
Deze is absoluut convergent dan en slechts dan als de absolute waarde van {\displaystyle z} strikt kleiner is dan 1. Voor gewone convergentie geldt hetzelfde, het convergentiegebied is een open cirkelschijf om 0 met straal 1. De som van de reeks is daar
{\displaystyle {\frac {1}{1-z}}}
Deze functie is meer algemeen, voor {\displaystyle z_{0}\neq 1}, te schrijven als machtreeks om {\displaystyle z=c}:
{\displaystyle {\frac {1}{1-z}}={\frac {1}{1-z_{0}}}+{\frac {z-z_{0}}{(1-z_{0})^{2}}}+{\frac {(z-z_{0})^{2}}{(1-z_{0})^{3}}}+\ldots }
Deze is convergent voor {\displaystyle |z-z_{0}|<|1-z_{0}|}. De convergentiecirkel gaat dus steeds door de singulariteit {\displaystyle z=1}.
Deze meetkundige reeksen zijn de taylorreeksen van de functie {\displaystyle {\frac {1}{1-z}}}.

### Complexe singulariteiten
De functie {\displaystyle {\frac {1}{1+z^{2}}}} is analytisch als functie op de getallenlijn. Haar taylorreeks heeft echter convergentiestraal 1 omdat er singulariteiten liggen bij de imaginaire getallen {\displaystyle i} en {\displaystyle -i}.

### Analytisch als reële versus complexe functie
Van de reëelwaardige functie van reële getallen
{\displaystyle f(x)=e^{-1/x^{2}}}
voor {\displaystyle x\neq 0} en {\displaystyle f(0)=0} zijn alle afgeleiden nul voor {\displaystyle x=0}. Deze functie is echter als complexe functie op een complexe omgeving van 0 niet differentieerbaar, zelfs niet continu in 0, dus heeft geen taylorreeks. De taylorreeks van de eerstgenoemde functie is constant 0, dus niet gelijk aan die functie.